# Oxydactyla
Oxydactyla is een geslacht van kikkers uit de familie smalbekkikkers (Microhylidae). De groep werd voor het eerst wetenschappelijk beschreven door Van Kampen in 1913.
Er zijn vijf soorten die voorkomen in Azië en endemisch zijn in Nieuw-Guinea.

## Taxonomie
Geslacht Oxydactyla
- Soort Oxydactyla brevicrus
- Soort Oxydactyla coggeri
- Soort Oxydactyla crassa
- Soort Oxydactyla stenodactyla

Aphantophryne · 
Asterophrys · 
Austrochaperina · 
Barygenys · 
Callulops · 
Choerophryne · 
Cophixalus · 
Copiula · 
Gastrophrynoides · 
Genyophryne · 
Hylophorbus · 
Liophryne · 
Mantophryne · 
Metamagnusia · 
Oninia · 
Oreophryne · 
Oxydactyla · 
Paedophryne · 
Pseudocallulops · 
Sphenophryne · 
Xenorhina